# Operation: Aliens (fumetto)
Operation: Aliens è un fumetto sotto forma di trading card che è stato pubblicato dalla
Dark Horse Comics nel gennaio 1994 come parte del set di carte Aliens/Predator Universe della Topps. È stato scritto da Jerry Prosser ed illustrato, inchiostrato e colorato da Den Beauvais.
Il fumetto è composto da 15 trading cards (A1-A15), ciascuna delle quali presenta di fronte un inedito artwork realizzato da Den Beauvais e sul retro un testo scritto da Jerry Prosser. Insieme formano una breve storia collocata all'interno dell'universo Alien. Alcuni elementi del fumetto sono derivati dalla serie d'animazione mai realizzata Operation: Aliens e dalla serie di giocattoli Aliens realizzati dalla Kenner (che in realtà era anch'essa basata sulla serie TV non realizzata), sebbene la storia sia inedita.

## Curiosità
Operation: Aliens è una delle due storie a fumetti di Alien che sono state realizzate esclusivamente per set di carte da collezione. L'altra storia è Alien³: Alone, inclusa con il set Alien³ Collectible CardArt della Star Pics.